# Johannes Hendrikus Zelle
Johannes Hendrikus Zelle (Leeuwarden, 6 april 1907 - aldaar, 11 mei 1983) was een markante en eigenzinnige Nederlandse predikant behorende tot de Gereformeerde Kerken in Nederland. Hij is geboren als zoon van Jacob Zelle en Antje Zelle-Brouwer. Dominee Zelle heeft een gedeelde voorouder met de beroemde Margaretha Geertruida Zelle, bekend als Mata Hari, maar is geen directe familie.  Na een studie Theologie aan de Vrije Universiteit (kandidaatsexamen 1944) is hij betrekkelijk korte tijd werkzaam geweest als predikant in Friesland, maar zonder standplaats.

## Rockanje
Op 16 juni 1949 wordt hij in Rockanje beroepen, op 21 oktober 1949 wordt Zelle toegelaten tot het ambt, en op 6 november daaropvolgend wordt de bevestigingsdienst gehouden in de Gereformeerde Kerk. Na een roerige periode, waarin Zelle op 'zijn eigen wijze' als predikant werkzaam is, vraagt hij vervroegd emeritaat aan, per 1 april 1956 wordt dat ingewilligd. Zelle staat dan in Rockanje en daarbuiten bekend als een excentrieke verschijning, met zijn relatief lange, zwarte haar, sportieve inborst, ongezouten meningen en felle stijl van preken. Als 'herder en leraar' van de gemeente functioneert hij niet zoals de inwoners van Rockanje zich van een dominee hadden voorgesteld: hij bekommert zich niet nadrukkelijk om het wel en wee van zijn kudde, de pastorie is niet het warme middelpunt van de geloofsgemeenschap (Zelle heeft geen verwarming en een geïnstalleerde kachel weigert hij te branden) en na wat onenigheid met het kerkbestuur waarbij Zelle ook beschuldigd wordt van eigengereid optreden in financieel opzicht (hij zou de pastorie hebben verhuurd ten bate van zijn eigen portemonnee) moet Zelle vertrekken. Zelle is (en blijft) ongehuwd, iets dat ook opzien baart, niet in de laatste plaats omdat hij gezien wordt als een aantrekkelijke man die met enige regelmaat warme belangstelling krijgt van het vrouwelijk deel van zijn gemeente. 

## Leeuwarden
Hij gaat terug naar Leeuwarden en trekt in bij zijn moeder aan de Gysbert Japicxstraat 82 en gaat iedere dag naar het zwembad in Huizum. Zelle wordt een 'preektijger', die met zeer grote regelmaat uitgenodigd wordt door tal van kerkbesturen in het hele land, met name in het noorden. Hij komt, vaak op de racefiets, na een schriftelijke afspraak (een telefoon had hij nimmer) preken, krijgt de kerk vol met klip-en-klare, conservatieve en ouderwets-ingedeelde preken, inclusief tussengezang, waarbij hij het onorthodoxe in de uitvoering niet schuwt. Zelle buldert, zingt, springt en boeit niet alleen daardoor de mensen: de kerken zitten doorgaans vol als Zelle komt preken. Zijn bezoeken aan dorpen waar hij komt prediken zijn vermaard: men weet, Zelle moet ontvangen worden met een stevige tot zeer stevige maaltijd, die hij tot de laatste kruimel of schep pudding verorbert. Hij blijft een eigenzinnige man, die uiterst sober in het moederlijk huis blijft wonen, ook na de dood van zijn moeder, die onder Zelles aanvankelijke protest onder politiebegeleiding uit het huis moet worden gehaald. Zelle overlijdt op 76-jarige leeftijd. Hij wordt gevonden, zittend achter zijn bureau. De politie-agent die hem vindt, Drs. Willem van der Veen, heeft later, als predikant, een bundel met volksverhalen over hem uitgegeven. 

## Theater
In 2008 voert de Friese theatergroep Tryater het toneelstuk Zelle op in zijn eigen zaal aan de Oostersingel in Leeuwarden. Daarna zijn er diverse uitvoeringen geweest in de rest van het land. Freark Smink vertolkte de rol van Johannes Hendrikus Zelle.

## Biografie
- Bearn Bilker, Een tussenweg is er niet. Biografie dominee J.H. Zelle (1907-1983). Uitgeverij Noordbroek, 2024.